# Castelló d’Empúries

Położenie gminy na mapie comarki Alt Empordà.

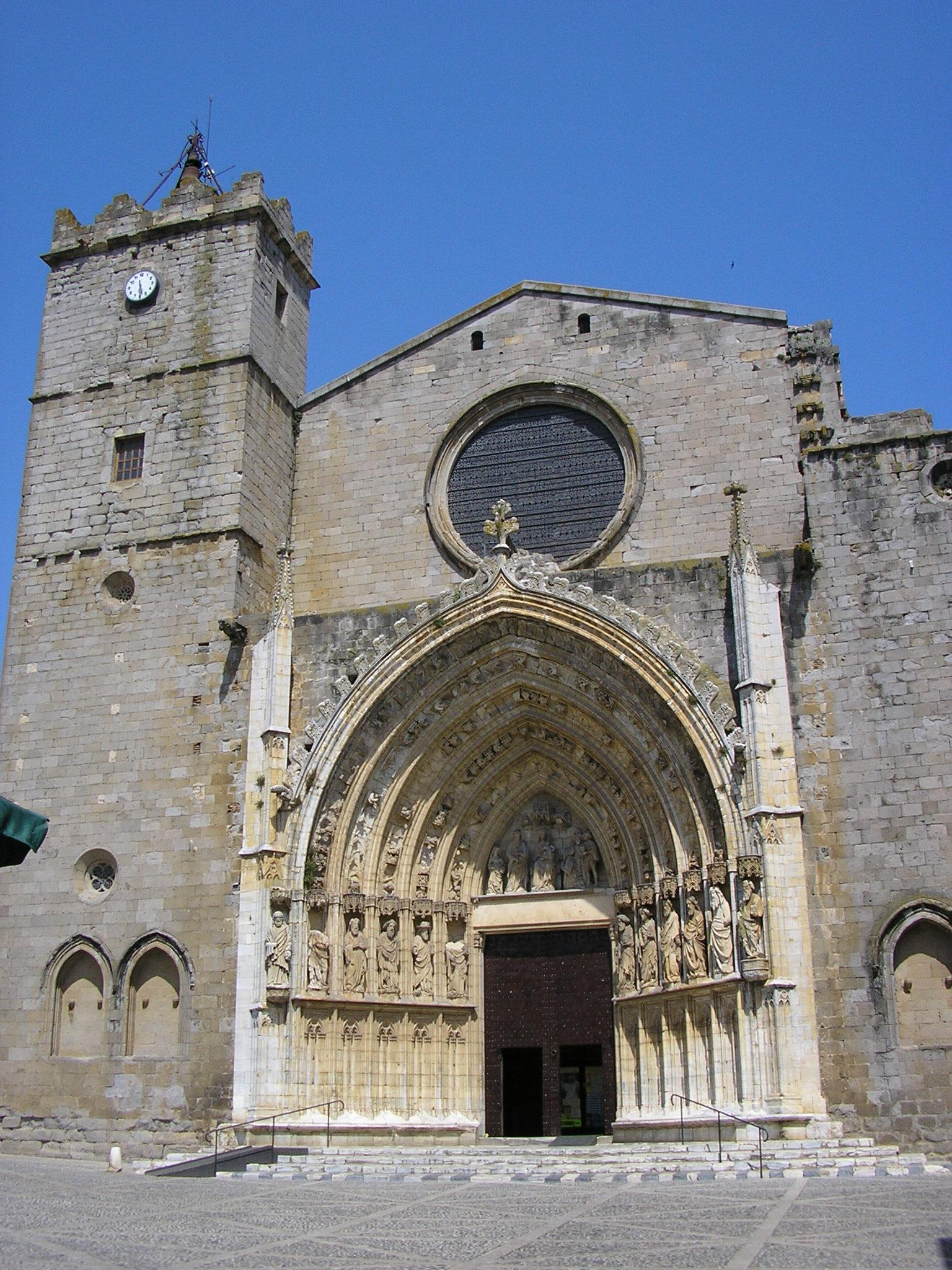
Katedra Castelló d’Empúries od frontu.

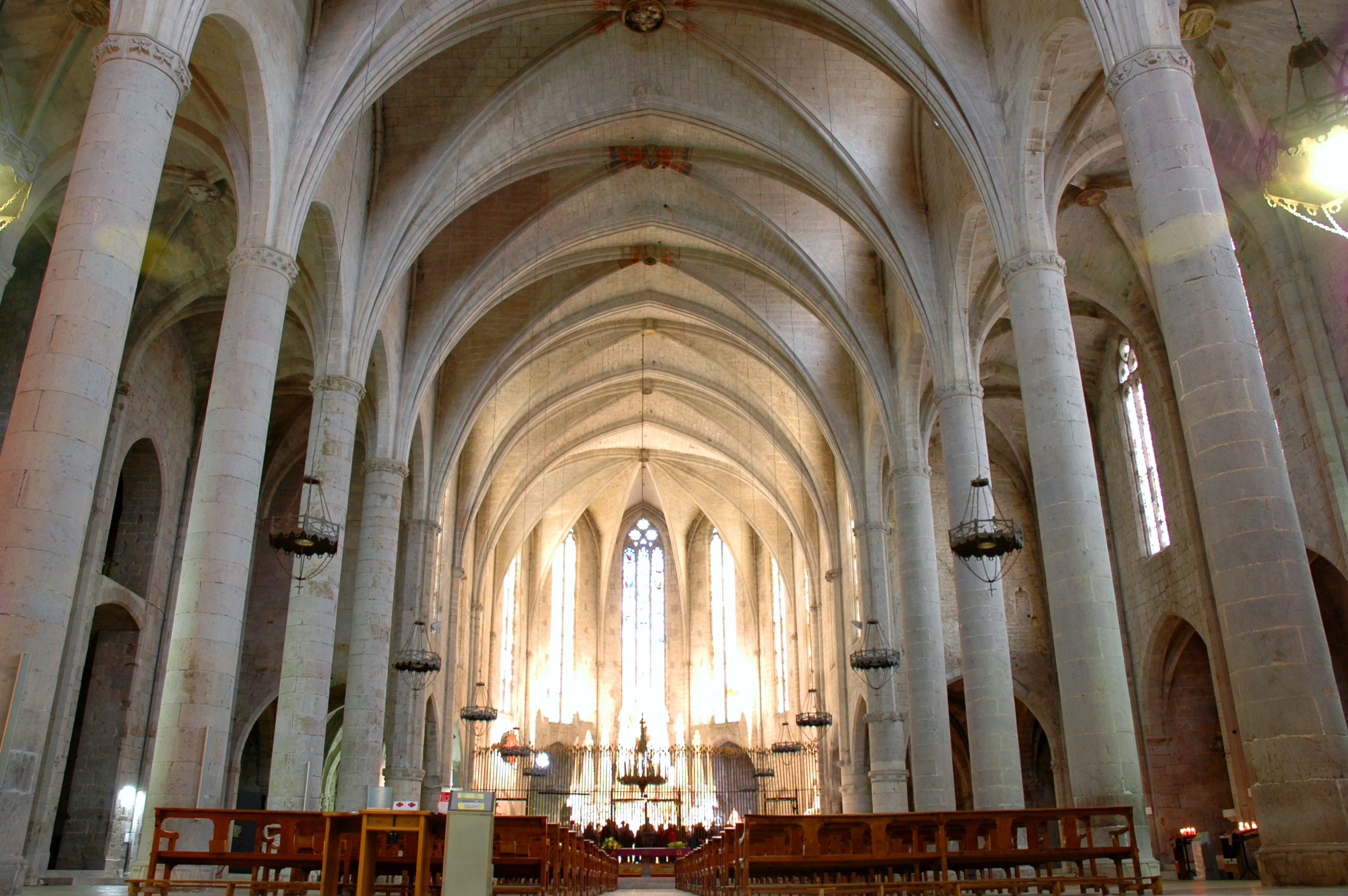
Katedra Castelló d’Empúries od środka.

Castelló d’Empúries (hiszp. Castellón de Ampurias) – gmina w Hiszpanii,  w Katalonii, w prowincji Girona, w comarce Alt Empordà.
Powierzchnia gminy wynosi 42,29 km². Zgodnie z danymi INE, w 2005 roku liczba ludności wynosiła 9167, a gęstość zaludnienia 216,77 osoby/km². Wysokość bezwzględna gminy równa jest 17 metrów. Współrzędne geograficzne gminy to 42°15'41"N, 3°4'30"E.
W gminie znajduje się katedra (Catedràl de Castelló d’Empúries)

## Miejscowości
W skład gminy Castelló d’Empúries wchodzą dwie miejscowości, w tym miejscowość gminna o tej samej nazwie:
- Castelló d’Empúries – liczba ludności: 3801
- Empuriabrava – 5366

## Demografia
| 1991 | 1996 | 2001 | 2004 | 2005 |
| ---- | ---- | ---- | ---- | ---- |
| 3637 | 4830 | 5896 | 7777 | 9167 |